# Cotylelobium melanoxylon
Espèce
Classification phylogénétique
Statut de conservation UICN

 LC  : Préoccupation mineure
 Cotylelobium melanoxylon est un arbre sempervirent d'Asie du Sud-Est, appartenant à la famille des Diptérocarpacées.

## Description
Le Cotylelobium melanoxylon peut pousser jusqu'à 60 mètres de haut, son diamètre de tronc va jusqu'à 1,5 mètres.

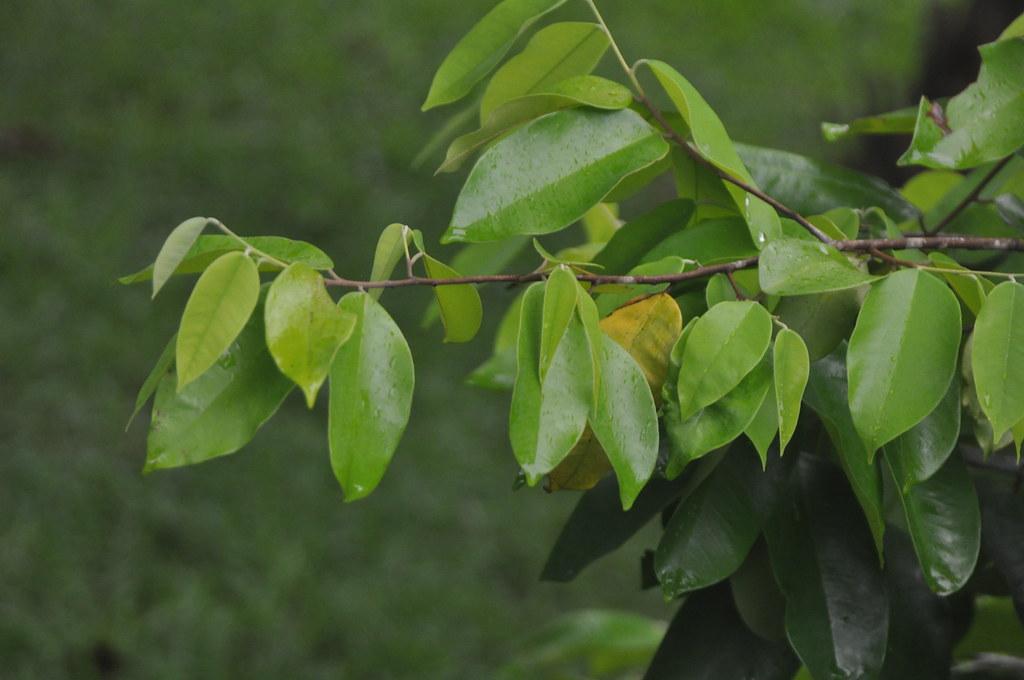
Feuille de Cotylelobium melanoxylon

## Répartition
Forêts de la Péninsule Malaise, Singapour et Sumatra.

## Préservation
Menacé par la déforestation. Quelques peuplements sont préservés dans des réserves.